# قسم دجغاه الريفي (مقاطعة فراشبند)
قسم دجغاه الريفي (بالفارسية: دهستان دژگاه) هي منطقة سكنية تقع في Dehram District في إيران. يقدر عدد سكانها بـ 3,232 نسمة .